# Dmitry Ivanovich Popov

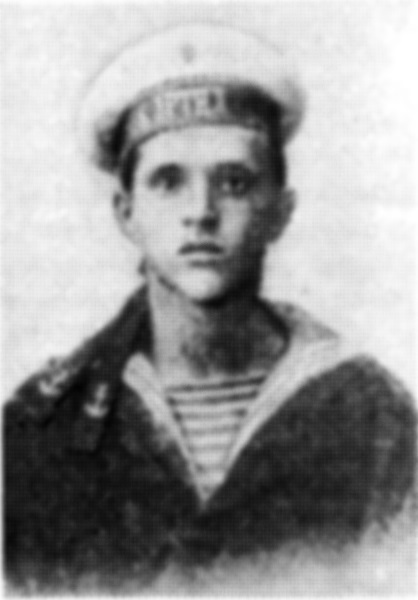
Dmitry Ivanovich Popov

Dmitry Ivanovich Popov (em russo:  Дмитрий Иванович Попов; 1892-1921) foi um marinheiro na frota do Báltico, membro da SR esquerda,  anarquista revolucionário, chefe de unidade de combate da Cheka e, em 1918,  um membro ativo do  levante do partido da Esquerda Socialista Revolucionaria  em  Moscou.
Depois de se formar no ensino médio com 14 anos foi trabalhar nas fábricas em Moscou. Em 1914 foi chamado para o serviço ativo na Frota do Báltico. Desde 1917, era membro do Partido da Esquerda Socialista Revolucionaria  partecipando da insurreição armada de Outubro de 1917, em Petrogrado.
Em 6 e 07 julho de 1918 Popov estave ativamente envolvido na revolta da  esquerda não bolchevista contro o governo em Moscou liderado por Lenin.
Posteriormente, foi um membro da equipe do comandado do Exército Revolucionário Insurgente da Ucrânia  chefiado por Nestor Makhno.
O nome também foi usado no livro Rainbow Six de Tom Clancy.